# Urs Noel Glutz von Blotzheim
Ne doit pas être confondu avec le politicien Urs Glutz von Blotzheim (1751–1816)
Urs Noel Glutz von Blotzheim, né le 18 décembre 1932 à Soleure, est un zoologiste suisse travaillant principalement en ornithologie. Glutz von Blotzheim est professeur émérite à l'université de Berne.

## Biographie

### Carrière académique
Urs Noel Glutz von Blotzheim nait le 18 décembre 1932 à Soleure. Il étudie la zoologie à Fribourg. Il enseigne à partir de 1962, et devient professeur honoraire en 1975 à l'Université de Berne. Il prend sa retraite en 1998, après avoir supervisé 35 travaux de diplômes et 17 thèses de doctorat.

### Production
Son œuvre majeure est la collection Handbuchs der Vögel Mitteleuropas, publiée en 14 volumes de 1966 à 1997 : ces 15 000 pages sont une contribution d'importance à l'ornithologie en Europe.
Urs Noel Glutz von Blotzheim est membre des sociétés suivantes :
- Deutsche Ornithologen-Gesellschaft (1972)
- British Ornithologists' Union (1980)
- American Ornithologists' Union (1983)
- Ala, Schweizerische Gesellschaft für Vogelkunde und Vogelschutz (1984)